# Dark Horse Records
Dark Horse Records — лейбл звукозаписи, основанный Джорджем Харрисоном в 1974 году и прекративший своё существование после смерти музыканта в 2001 году. После окончания контракта с Parlophone и Apple Records, все синглы и альбомы Джорджа Харрисона стали выходить на Dark Horse Records. Первым альбомом был Thirty Three & 1/3 (1976), а последним — вышедший посмертно в 2002 году Brainwashed. В 2004 году все альбомы Харрисона, вышедшие ранее на Dark Horse, были ремастированы и изданы в виде бокс-сета Dark Horse Years 1976-1992. Дистрибьюторами выступили три лейбла: A&M Records (1974—1976), Warner Bros. Records (1976—1992) и Parlophone (все записи, начиная с 2002 года).
Dark Horse Records издавал практически исключительно только альбомы Харрисона. Однако, в период с 1974 по 1976 год, на лейбле вышли также записи Рави Шанкара, группы Джима Келтнера Attitudes, дуэта Splinter, группы Five Stairsteps и её вокалиста Кени Бёрка, сольные работы Генри Маккаллоу (гитариста Wings и Джо Кокера) и альбом калифорнийской группы Jiva.
На логотипе лейбла изображён Уччайхшравас — конь бога Индры в индуизме, который описывается как царь всех лошадей, летающий белый конь с семью головами и чёрным хвостом. Харрисон впервые увидел изображение Уччайхшраваса на коробке во время одной из своих многочисленных поездок в Индию.